# Vivo (álbum de Manuel Wirzt)
Vivo (estilizado como VIVO) es el décimo disco del artista argentino Manuel Wirzt, lanzado el 17 de septiembre de 2014 por Quimera Discos bajo la distribución de Sony Music Entertainment Argentina.
VIVO es el primer álbum grabado en vivo de Manuel Wirzt desde el inicio de su carrera el 7 de noviembre de 2013 en Teatro Opera City (actualmente la concesión la tiene el Grupo Allianz).
La producción artística estuvo a cargo de Sergio Pérez, Alberto Lucas y el mismo Manuel Wirzt.
El álbum incluye una selección de sus temas más importantes tales como “Hoy Te Necesito”, “Dondequiera Que Estés”, “Rescata Mi Corazón” y “Loco Por Ti”. Además cuenta con dos temas inéditos: “Promesas de Amor”, “Muchacha Ojos de Papel” la cual fue interpretada junto a Alejandro Lerner.
VIVO cuenta con un tema grabado en estudio titulado “Adonde”, el cual forma parte de la banda de sonido para la película “Un Amor en Tiempos de Selfies” donde comparte pantalla junto a Martín Bossi.
El tema “Adonde” se presentó como single tanto de VIVO como tema principal de la película “Un Amor en Tiempos de Selfies” el 15 de octubre de 2014 a través de la página oficial de Martín Bossi. El tema viene acompañado del videoclip dirigido por Martín Donozo y filmado en San Telmo, Buenos Aires.
La banda que acompañó a Wirzt en este recital, estuvo integrada por Sergio Pérez (guitarra), Diego Ortell y Marcelo Nuñez (teclados), Juan Manuel Saldías (bajo), Silvio Otollini (batería) y Nelson Gesualdi (saxo tenor y alto), entre otros.
Según el artista, “sacar un DVD para mí tiene la importancia extra de que es el primer registro que yo tengo en vivo de estos 25 años de carrera. O sea, me pasé la mitad de mi vida haciendo barullo por un montón de lados pero nunca tuve un registro en vivo de ese personaje arriba del escenario contando historia. Y es un lujo que me pude dar ahora a los 50 años. Por eso no estoy tan de acuerdo con el tango que dice que ‘20 años no es nada’. Para mí sí, pasó mucha agua debajo del puente. Muchas situaciones que tuve que andar sorteando, la suerte, el sacrificio, el laburo... En 25 años la vida fue así, tan turbulenta como la de todos. Y por eso, ahora que puedo, para mí era importante después de estar casi tres años sin tocar mucho, poder grabar un disco y tener el registro en vivo”, declara.

## Información del álbum
El formato del disco está compuesto por 15 canciones en vivo más el sencillo “Adonde” grabado en estudio. Además se encuentra la versión doble que incluye el show en DVD.
Si bien en el show original Manuel Wirzt y su banda interpretaron más de 20 canciones, el repertorio elegido fue el que se presentó para el lanzamiento del DVD.
La presentación oficial del disco tendrá cita el 11 de noviembre de 2014 a las 21hs en el Teatro Ópera Allianz.

## Lista de canciones
1. "En Escena"
2. "Hoy te Necesito"
3. "Que Así Sea"
4. "Por Ganar tu Amor"
5. "No me Exprimas"
6. "Quimera"
7. "Eras"
8. "Ya no me Importa Nada"
9. "Alegría"
10. "Promesas de Amor"
11. "Ella Ya me Olvido"
12. "Dondequiera que Estés"
13. "Muchacha Ojos de Papel"
14. "Loco Por Ti"
15. "Rescata Mi Corazón"
16. "Adonde" (Bonus track)
17. "DVD"